# Dillinger (1945)
Dillinger (em inglês:  Dillinger) é um filme norte-americano de 1945, dos gêneros drama biográfico, suspense e policial, dirigido por Max Nosseck e estrelado por Edmund Lowe, Lawrence Tierney e Anne Jeffreys.

## Sinopse

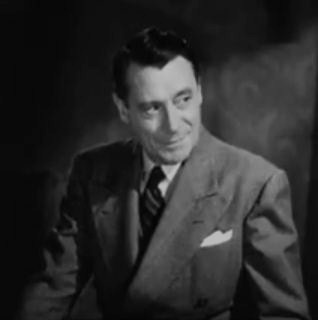
Eduardo Ciannelli no trailer do filme.